# Cymbopogon nardus
La citronela (Cymbopogon nardus) es una planta nativa de Sri Lanka y la costa Malabar y naturalizada en otros lugares como América y África. Tiene características y propiedades semejantes a Cymbopogon citratus y de la que también se obtiene aceite esencial de citronela y es utilizado para ahuyentar los mosquitos y empleado como insecticida industrial.

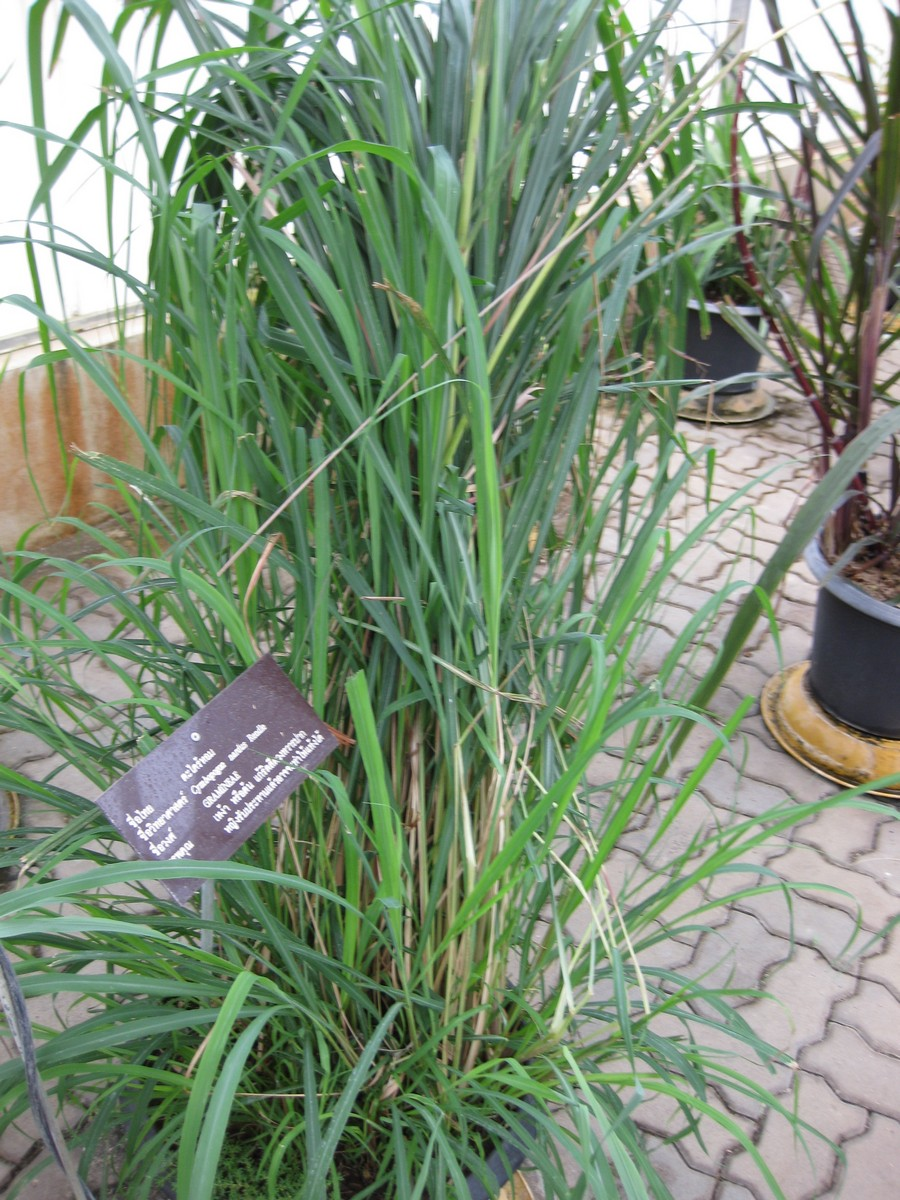
Vista de la planta

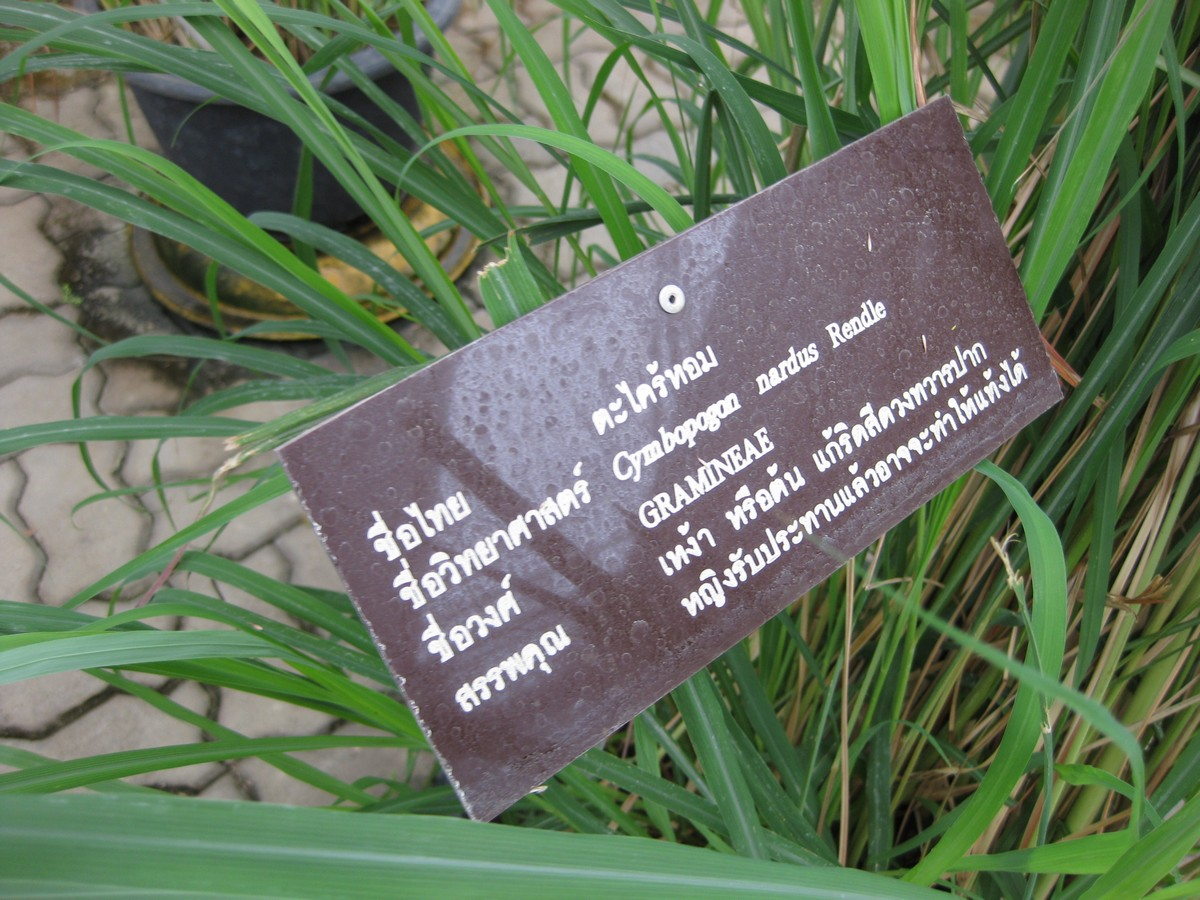
En herbario

## Descripción
Tiene las hojas perennes con mechones de hoja angosta. Las panículas son estrechas, de 15-30 cm de largo con racimos de 8-10 mm de largo.

## Distribución y hábitat
Se encuentra a lo largo del sur y el noroeste de África tropical oriental, en Uganda, Tanzania y Kenia en alturas de 2.000 a 3000 metros.

## Propiedades
Es carminativo y rubefaciente.

## Taxonomía
La especie fue descrita inicialmente como Andropogon nardus por Carlos Linneo y publicado en Species Plantarum 2: 1046, en 1753, actualmente es tanto un sinónimo como el basónimo de esta; y ulteriormente, sería transferida al género Cymbopogon por Alfred Barton Rendle en Catalogue of the African Plants collected by Dr. F. Welwitsch in 1853-61 2(1): 155, en 1899.

#### Etimología
Cymbopogon: nombre genérico que deriva del griego kumbe = (barco) y pogon = (barba), refiriéndose a las muchas aristas y espatas parecidas a un barco.
nardus: epíteto que se refiere a su similitud con Nardus.

#### Sinonimia
- Andropogon ampliflorus Steud.
- Andropogon nardus Blanco
- Sorghum nardus (L.) Kuntze[3]
- Andropogon citrosus Steud.
- Andropogon confertiflorus Steud.
- Andropogon grandis Nees ex Steud.
- Andropogon hamulatus Nees ex Steud.
- Andropogon khasianus (Hack.) Munro ex Duthie
- Andropogon nilagiricus Hochst.
- Andropogon pseudohirtus Steud.
- Andropogon thwaitesii Hook.f.
- Cymbopogon afronardus Stapf
- Cymbopogon claessensii Robyns
- Cymbopogon confertiflorus (Steud.) Stapf
- Cymbopogon prolixus (Stapf) E.Phillips
- Cymbopogon thwaitesii (Hook.f.) Willis
- Cymbopogon thwaitesii (Hook. f.) Bor
- Cymbopogon validus (Stapf) Stapf ex Burtt Davy
- Cymbopogon validus var. lysocladus Stapf
- Cymbopogon virgatus Stapf ex Bor[5][6]

## Nombres comunes
- Cedron kapi'í ( Paraguay),azumbar, espicanardo espurio de la India, malojillo (Venezuela) nardo índico, raíz de mora (Filipinas), yerba mora de Filipinas.[7]Té limón, Zacate limón (México)